# Reprezentacja Libii w piłce wodnej mężczyzn
Reprezentacja Libii w piłce wodnej mężczyzn – zespół, biorący udział w imieniu Libii w meczach i sportowych imprezach międzynarodowych w piłce wodnej, powoływany przez selekcjonera, w którym mogą występować wyłącznie zawodnicy posiadający obywatelstwo libijskie. Za jej funkcjonowanie odpowiedzialny jest Libijski Związek Pływacki (LSF), który jest członkiem Międzynarodowej Federacji Pływackiej.

## Historia
W 2009 reprezentacja Libii rozegrała swój pierwszy oficjalny mecz w eliminacjach World League.

## Udział w turniejach międzynarodowych

### Igrzyska olimpijskie
Reprezentacja Libii żadnego razy nie występowała na Igrzyskach Olimpijskich.

### Mistrzostwa świata
Dotychczas reprezentacji Libii żadnego razy nie udało się awansować do finałów MŚ.

### Puchar świata
Libia żadnego razy nie uczestniczyła w finałach Pucharu świata.

### World League
Libijskiej drużynie jeden raz przystąpiła do kwalifikacji do finałów World League, jednak w 2009 odpadła w rundzie wstępnej.